# موش مانداب کوآنزا
موش مانداب کوآنزا (نام علمی: Otomys cuanzensis) نام یک گونه از سرده موش‌های مانداب است.